# Riccardo Magni
Riccardo Magni (ur. 5 marca 1976) – włoski zapaśnik w stylu klasycznym. Olimpijczyk z Sydney 2000, gdzie zajął czternaste miejsce w kategorii 63 kg. Szósty w mistrzostwach świata w 1999. Ósmy w mistrzostwach Europy w 2002 roku.